# ハート郡 (ジョージア州)
ハート郡（ハートぐん、英: Hart County）は、アメリカ合衆国ジョージア州の北西部に位置する郡である。2010年国勢調査での人口は25,213人であり、2000年の22,997人から9.6%増加した。郡庁所在地はハートウェル市（人口4,469人）であり、同郡で人口最大の都市でもある。

## 歴史
ハート郡はジョージア州159郡の名称の中で唯一の女性であり、アメリカ独立戦争の伝説のヒロイン、ナンシー・ハートに因んで名付けられた。郡庁所在地のハートウェル市やハートウェル湖も同様である。
スティーヴン・スピルバーグ監督の映画『カラーパープル』はアリス・ウォーカーが著した同名の小説を元にしており、その中でミス・セリーへの手紙は「ハートウェル郡」に宛てたものであり、ハートウェル市あるいはハート郡が舞台であることを示唆している。

## 地理
アメリカ合衆国国勢調査局に拠れば、郡域全面積は256.42平方マイル (664.1 km2)であり、このうち陸地232.21平方マイル (601.4 km2)、水域は24.21平方マイル (62.7 km2)で水域率は9.44%である。

### 主要高規格道路

#### 州間高速道路
- 州間高速道路85号線

#### アメリカ国道
- アメリカ国道29号線

#### ジョージア州道
- ジョージア州道8号線
- ジョージア州道17号線
- ジョージア州道51号線
- ジョージア州道59号線
- ジョージア州道77号線
- ジョージア州道77号線接続路
- ジョージア州道77号線支線
- ジョージア州道173号線
- ジョージア州道180号線
- ジョージア州道281号線
- ジョージア州道403号線

### 隣接する郡
- オコニー郡 (サウスカロライナ州) - 北
- アンダーソン郡 (サウスカロライナ州) - 北東
- エルバート郡 - 南
- マディソン郡 - 南西
- フランクリン郡 - 西

## 人口動態
以下は2000年の国勢調査による人口統計データである。
| 基礎データ - 人口: 22,997人 - 世帯数: 9,106 世帯 - 家族数: 6,610 家族 - 人口密度: 38人/km2（99人/mi2） - 住居数: 11,111軒 - 住居密度: 18軒/km2（48軒/mi2） 人種別人口構成 - 白人: 79.09% - アフリカン・アメリカン: 19.36% - ネイティブ・アメリカン: 0.15% - アジア人: 0.53% - その他の人種: 0.24% - 混血: 0.63% - ヒスパニック・ラテン系: 0.85% | 年齢別人口構成 - 18歳未満: 23.5% - 18-24歳: 7.7% - 25-44歳: 27.3% - 45-64歳: 25.0% - 65歳以上: 16.5% - 年齢の中央値: 39歳 - 性比（女性100人あたり男性の人口） - 総人口: 97.0 - 18歳以上: 92.7 世帯と家族（対世帯数） - 18歳未満の子供がいる: 29.0% - 結婚・同居している夫婦: 56.8% - 未婚・離婚・死別女性が世帯主: 12.0% - 非家族世帯: 27.4% - 単身世帯: 24.4% - 65歳以上の老人1人暮らし: 10.6% - 平均構成人数 - 世帯: 2.47人 - 家族: 2.92人 | 収入と家計 - 収入の中央値 - 世帯: 32,833米ドル - 家族: 39,600米ドル - 性別 - 男性: 30,652米ドル - 女性: 21,233米ドル - 人口1人あたり収入: 16,714米ドル - 貧困線以下 - 対人口: 14.8% - 対家族数: 12.2% - 18歳未満: 19.1% - 65歳以上: 16.5% |

## 見どころ
- ハートウェル湖、面積は約56,000エーカー (224 km2)
- ハートウェル市では毎年10月にスケアクロウ祭が開催されている。中心街にある店や企業の前に手作りのかかしが置かれる
- カティチーは州内でも整備の良いゴルフコースである。広さは380エーカー (1.5 km2)、18ホールがある

## 都市と町
- ボウワーズビル
- ハートウェル - 郡庁所在地
- リードクリーク
- エアライン